# Gymnothorax prasinus
Espèce
La murène jaune, Gymnothorax prasinus, est une espèce de murène appartenant au genre Gymnothorax et que l'on trouve au sud de l'Australie et entre le Cap Nord et la péninsule de Mahia sur l'Île du Nord en Nouvelle-Zélande.

## Référence de traduction
- (en) Cet article est partiellement ou en totalité issu de l’article de Wikipédia en anglais intitulé « Yellow moray » (voir la liste des auteurs).